# AVPU
AVPU är ett sätt att mäta medvetandegraden hos en patient.
- A - Alert, patienten är fullt vaken
- V - Verbal responsive, slö men reagerar på tilltal
- P - Pain responsive, reagerar på smärta
- U - Unresponsive, ingen reaktion[1]